# Kazimierz Zborowski
Kazimierz Zborowski (ur. 13 sierpnia 1918 w Kołomyi, zm. 28 listopada 2005 w Turynie) – ekonomista, działacz społeczny i polonijny mieszkający we Włoszech, podczas II wojny światowej żołnierz 2 Korpusu Polskiego.

## Życiorys
Po ukończeniu gimnazjum w Kołomyi Kazimierz Zborowski rozpoczął studia prawnicze na Uniwersytecie Jana Kazimierza. Nie ukończył ich jednak, w 1940 roku został wywieziony w głąb Związku Radzieckiego. W styczniu 1942 roku dostał się do armii Andersa, i wraz z nią przedostał się do Palestyny. W 3 Dywizji Strzelców Karpackich służył w oddziałach artylerii przeciwlotniczej. Ukończył Szkołę Podchorążych Artylerii i jako porucznik przeszedł szlak bojowy 2 Korpusu od Sangro, przez Monte Cassino i Ankonę do Bolonii.
Po zakończeniu wojny pozostał we Włoszech, w Turynie, gdzie ukończył studia ekonomiczne na tamtejszym uniwersytecie. Pracował w rafinerii należącej do grupy Montedison. Był również aktywnym działaczem polonijnym, w 1949 roku współorganizował Ognisko Polskie w Turynie i był w nim długoletnim członkiem zarządu i skarbnikiem. Przez rząd emigracyjny w Londynie został odznaczony Złotym Krzyżem Zasługi. W 2000 roku otrzymał awans do stopnia kapitana w stanie spoczynku. Za działalność społeczną we Włoszech został odznaczony Krzyżem Kawalerskim Orderu Zasługi Republiki Włoskiej. Żonaty z Włoszką, Elianą Fantato, miał dwoje dzieci.